# Лісув (Люблінське воєводство)
Лісув (пол. Lisów) — село в Польщі, у гміні Любартів Любартівського повіту Люблінського воєводства.
Населення — 897 осіб (2011).

## Демографія
Демографічна структура станом на 31 березня 2011 року:
|          | Загалом | Допрацездатний вік | Працездатний вік | Постпрацездатний вік |
| -------- | ------- | ------------------ | ---------------- | -------------------- |
| Чоловіки | 467     | 114                | 323              | 30                   |
| Жінки    | 430     | 96                 | 255              | 79                   |
| Разом    | 897     | 210                | 578              | 109                  |